# Al-Àswad ibn al-Múndhir ibn Numan
Al-Àswad ibn al-Múndhir ibn Numan fou rei làkhmida d'Aràbia del 473 al 493. Va succeir al seu pare al-Múndhir (I) ibn Numan ibn Imri-l-Qays (431-473). El seu regnat és gairebé desconegut. A la seva mort el va succeir el seu germà al-Múndhir (II) ibn al-Múndhir (493-500)